# Favosipora nanozoifera
Favosipora nanozoifera är en mossdjursart som först beskrevs av Moyano 1982.  Favosipora nanozoifera ingår i släktet Favosipora och familjen Densiporidae. Inga underarter finns listade i Catalogue of Life.